# بلدة إيست شاينا (ميشيغان)
إيست شاينا (بالإنجليزية: East China Township, Michigan)‏ هي بلدة تقع بولاية ميشيغان في الولايات المتحدة. تبلغ مساحتها 20.3 (كم²)، وترتفع عن سطح البحر 179 م، بلغ عدد سكانها 3630 نسمة في عام تعداد الولايات المتحدة 2000 حسب إحصاء مكتب تعداد الولايات المتحدة وتصل الكثافة السكانية فيها 209.6 نسمة/كم2.

## وصلات خارجية
- The US50 - Cities and Towns in Michigan State
- Michigan Cities and Towns, Facts, Map, Flag, Colleges, Government, and More